# Élections générales britanno-colombiennes de 2017
Les élections générales britanno-colombiennes de 2017 ont lieu le 9 mai 2017 afin d'élire la 41e législature de l'Assemblée législative de Colombie-Britannique.
Le Parti libéral est au pouvoir dans la province depuis 2001 et Christy Clark est première ministre depuis 2011. Elle a remporté un mandat majoritaire lors des dernières élections en 2013. Elle fait face à John Horgan, chef de l'opposition et du NPD depuis 2014, ainsi qu'à Andrew Weaver du Parti vert.
Les élections se concluent par l'élection d'un parlement minoritaire : bien qu'en tête, le gouvernement libéral est défait par le vote d'une motion de défiance le 29 juin 2017 et le NPD forme un nouveau gouvernement avec le soutien extérieur du Parti vert.

## Organisation du scrutin

### Mode de scrutin
L'Assemblée législative de la Colombie-Britannique est composée de 87 sièges pourvus pour quatre ans au scrutin uninominal majoritaire à un tour dans autant de circonscriptions. À la suite d'un redécoupage intervenu en 2015, il y a deux circonscriptions de plus qu'en 2013.

### Date
L'article 23 de la Loi constitutionnelle de 1996 prévoit que les élections doivent avoir lieu le second mardi de mai dans la quatrième année qui suit les élections précédentes. Les élections précédentes ayant eu lieu en 2013, la date du scrutin devrait être le 9 mai 2017. La loi prévoit toutefois que la lieutenante-gouverneure conserve le droit de dissoudre l'Assemblée législative de manière anticipée.

## Contexte

### Assemblée législative sortante
| Parti | Parti         | Chef          | Sièges | Sièges       |
| Parti | Parti         | Chef          | 2013   | Actuellement |
| ----- | ------------- | ------------- | ------ | ------------ |
|       | Parti libéral | Christy Clark | 49     | 47           |
|       | NPD           | John Horgan   | 34     | 35           |
|       | Parti vert    | Andrew Weaver | 1      | 1            |
|       | Indépendants  | Indépendants  | 1      | 2            |

### Contexte politique
Le Parti libéral de la Colombie-Britannique est un parti de centre-droit, qui regroupe des factions libérale et conservatrice et n'est pas structurellement lié au Parti libéral fédéral. Il est au pouvoir depuis 16 ans, d'abord sous la direction de Gordon Campbell puis, depuis 2011, de Christy Clark. Celle-ci était présentée comme très impopulaire par les sondages d'opinion avant le scrutin de 2013 mais, à la surprise générale, les libéraux avaient réussi à remporter un quatrième mandat consécutif face au NPD.
Le Nouveau Parti démocratique est dans l'opposition depuis qu'il a subi une très lourde défaite lors des élections de 2001, ne conservant alors que 2 sièges. Il a grandement amélioré sa position lors des scrutins suivants, sous les leaderships de Carole James (2005-2011) puis Adrian Dix (2011-2014). Il est depuis 2014 dirigé par John Horgan.
Le Parti vert a remporté son premier siège en 2013, dans la circonscription de Oak-Bay-Gordon-Head, grâce à la victoire de Andrew Weaver. Celui-ci est devenu chef du parti en 2015.

## Résultats
Le Parti libéral (centre droit) sort affaibli des élections puisqu'il perd sa majorité absolue acquise en 2001 et obtient 43 députés. Le principal parti de l'opposition (NPD, centre-gauche) reste derrière avec 41 députés. Le 3e parti représenté au Parlement, le Parti vert obtient trois députés et est donc celui qui décidera du parti qui sera au pouvoir. Le 29 juin, ce dernier participe au vote d'une motion de censure du gouvernement, avant de soutenir un nouveau gouvernement NPD avec John Horgan pour premier ministre.